# Czownowycia
Czownowycia (ukr. Човновиця) – wieś na Ukrainie, w obwodzie winnicki, w rejonie winnickim. W 2001 liczyła 831 mieszkańców, wśród których 817 jako ojczysty język wskazało ukraiński, 9 rosyjski, 1 białoruski, a 4 inny.